# Alejandro Grau de la Herrán
Alejandro Grau de la Herrán (Barcelona, 16 de març de 1922 - Barcelona, 30 de setembre de 2010) va ser un esportista, periodista esportiu, empresari, promotor i organitzador esportiu català.

## Trajectòria
Net de Jaume Grau Castellà, fundador del diari esportiu El Mundo Deportivo, i fill de què va ser durant molts anys el seu director-gerent, Ricard Grau Escoda, Alejandro Grau va ser un esportista, que practicà l'esquí, el judo, la boxa i el motociclisme, però per herència familiar es va vincular ben aviat amb El Mundo Deportivo, on el 1940 entrà com a compaginador, i passà per diversos llocs, fins a esdevenir secretari general i administrador apoderat de l'empresa familiar que dirigia el seu pare. Després, va ser director d'organitzacions esportives i relacions externes fins que el 1991 es va jubilar.
Paral·lelament, va desenvolupar la seva activitat com a periodista, sent el fundador i primer director de la Guia Aeromarítima d'Espanya, editor de la revista esportiva Club, director de la revista satírica Pito i redactor de motor del diari Tele/eXpres. Però va ser en la seva faceta d'organitzador esportiu en què va deixar més empremta.
El 1940 s'integrà en l'organització de la Cursa Jean Bouin, la degana de les curses atlètiques espanyoles nascuda el 1920, i el 1943, amb vint-i-un anys, va assumir la direcció de la prova quan aquesta va tornar a dependre d'El Mundo Deportivo, com ja havia fet anys abans. Al capdavant de la Jean Bouin, que el 1946 es va convertir en internacional, va estar més de cinquanta anys, fins que el 1998 el seu fill Jaume va prendre el relleu.
Però Alejandro Grau no només va organitzar la Jean Bouin. En el món del ciclisme també va ser membre de les organitzacions de la Volta a Catalunya, la Challenge Drink (precursora de la Setmana Catalana), la Pujada al Castell de Montjuïc, el Criterium Ciclista Català, la Nit del Ciclisme o les arribades i sortides de la Volta ciclista a Espanya a Catalunya. I en el del motor, de les 24 hores Motociclistes de Montjuïc i el Ral·li Costa Brava. A més, també va organitzar des de 1965 a 1975 la Gala d'elecció del millor esportista espanyol d'El Mundo Deportivo, va ser un dels iniciadors de la Sala de l'Esport i el Turisme i el Festival de la Infància i la Joventut de Barcelona, i va liderar una campanya de recollida de signatures (gairebé 50.000) demanant els Jocs Olímpics de 1992.

## Reconeixements[1]
- Medalla Forjador de la Història Esportiva de Catalunya de la Generalitat de Catalunya (1993)
- Medalla d'or al mèrit esportiu de l'Ajuntament de Barcelona (1998)
- Medalla de bronze del Consell Superior d'Esports (1999)